# Ami Bera
Amerish Babulal " Ami " Bera (nasceu a 2 de marco de 1965) é um médico americano e político servindo como o representante dos Estados Unidos pelo 7º Distrito Congressional da Califórnia desde 2013. Um membro do Partido Democrata, o seu distrito abrange a maior parte dos subúrbios ao leste e ao sul de Sacramento, incluindo Elk Grove, Folsom e Rancho Cordova.
Bera atua como vice-presidente de divulgação da Nova Coalizão Democrata.

## Juventude, educação e carreira
O pai de Bera, Babulal Bera, imigrou da Índia para os Estados Unidos em 1958. Dois anos depois, Babulal Bera foi acompanhado pela esposa, Kanta. Ami Bera nasceu em Los Angeles e foi criada na cidade de La Palma, no condado de Orange. Ele frequentou a John F. Kennedy High School enquanto morava lá. Os pais de Bera são de Rajkot, Gujarat, e ele consegue entender o idioma Gujarati.
Nera tirou o bacharel em ciências biológicas pela University of California, Irvine, onde também obteve seu título de Doutor em Medicina em 1991.  De 1997 a 1999, ele foi o Diretor Médico de Gerenciamento de Cuidados no Mercy Healthcare de Sacramento. Ele serviu como diretor médico do condado de Sacramento e mais tarde como reitor associado para admissões na UC Davis School of Medicine.

## Câmara dos Representantes

### Eleições

#### 2010

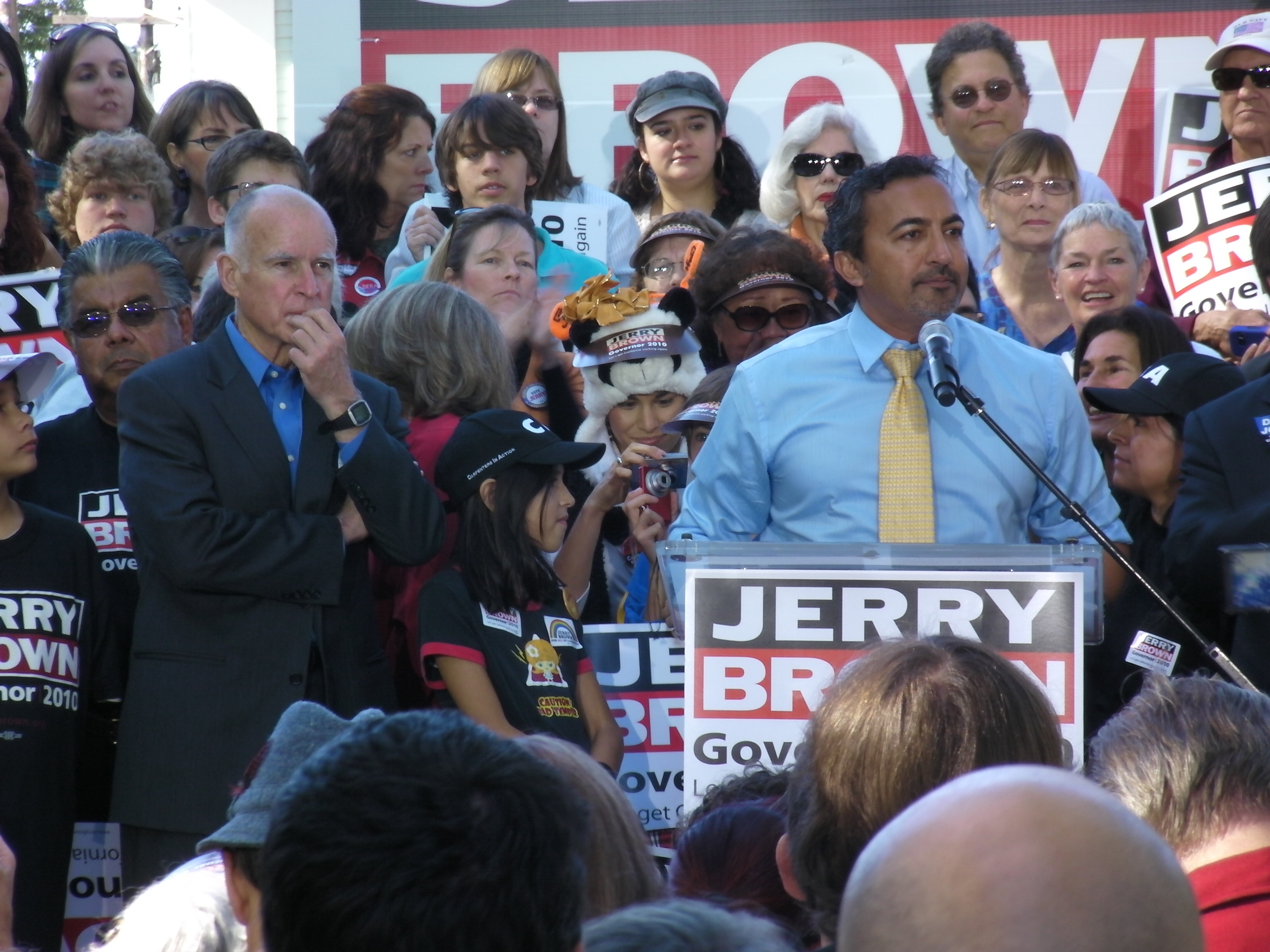
Bera num comício em outubro de 2010

Bera desafiou o titular republicano de três mandatos Dan Lungren na eleição geral para o 3º distrito congressional da Califórnia. Ele concorreu sem oposição à indicação democrata. Ele levantou mais dinheiro do que Lungren para os cinco trimestres até meados de 2010, tornando-o o único desafiante democrata com mais dinheiro do que um membro republicano da Câmara. Bera foi um dos 17 candidatos que o Comité da Campanha do Congresso Democrata almejou assumir cadeiras abertas ou mantidas pelos republicanos em 2010.
Lungren foi o único republicano em exercício cuja corrida foi classificada como um "tossup" pela CQ Politics, mas foi reavaliada como "Lean GOP" nos dias finais da campanha, e a corrida foi considerada competitiva por ambos os partidos. Uma pesquisa do Daily Kos em setembro mostrou Lungren liderando Bera, 46% -38%. Bera citou saúde, educação e recuperação económica entre as suas principais prioridades legislativas. Em novembro, Lungren foi reeleito, derrotando Bera por 51% a 43%.
Em 2010, depois que Bera aceitou uma doação de 250 dólares de Basim Elkarra, Diretor Executivo do capítulo de Sacramento do Conselho de Relações Americano-Islâmicas (CAIR), o Partido Republicano da Califórnia pediu que ele devolvesse o dinheiro. Bera devolveu o dinheiro depois que essas preocupações foram levantadas.

#### 2012
A 13 de novembro de 2012, Bera participou da orientação de calouro como deputado eleito enquanto os votos ainda estavam sendo contados. Os candidatos nessas disputas apertadas às vezes atendem à orientação do Comité de Administração da Câmara, cujo presidente era o oponente de Bera, Lungren.

A 15 de novembro de 2012, a Associated Press estimou que Bera ganhasse, o que acabou acontecendo por 51% a 49%.